# Estadi Salto del Caballo
L'Estadi Salto del Caballo és un estadi polivalent situat a Toledo, Castella-la Manxa, Espanya. Actualment s'utilitza per a partits de futbol i és l'estadi del CD Toledo.

## Història
L'Estadi Salto del Caballo rep aquest nom pel fet que al terreny en què va ser construït s'hi solien disputar proves hípiques, realitzades per les cavallerisses militars de l'Acadèmia d'Infanteria.
El futbol va arribar a la ciutat de Toledo a finals del segle xix. Els primers equips van néixer de la gran presència de militars que hi havia, i de la Fàbrica d'Armes de Toledo. Hi havia 4 equips diferents que eren La Gimnàstica, El Ràcing, La Cultural de la Fàbrica d'Armes i l'Acadèmia d'Infanteria. Van intentar crear un equip amb diferents jugadors d'altres pobles, i així, el 1928, va néixer la Societat de Foot-Ball de Toledo Aquesta societat va obrir el Camp de Palomarejos el 1932, però amb la Guerra Civil, la feina feta es va perdre.
Aquest camp de futbol va ser seu de l'equip de la ciutat, el CD Toledo. Amb motiu de la Guerra Civil, l'equip va haver de desplaçar-se al Camp Municipal Carles III, camp en què actualment juga la Unión Deportiva Santa Bárbara, mentre es construïa prop del riu Tajo, l'Estadi Municipal Salto del Caballo.

## Inauguració
El 23 de novembre de 1973, es va inaugurar amb un partit entre el CD Toledo i l'Atlètic de Madrid. El primer gol de la història en aquest camp el va marcar Luis Aragonés de penal. Va empatar Félix Aranda de falta. Finalment, van marcar Luis Aragonés de nou i Paco Melo per deixar el marcador final d'1-3 amb derrota per als del Toledo.

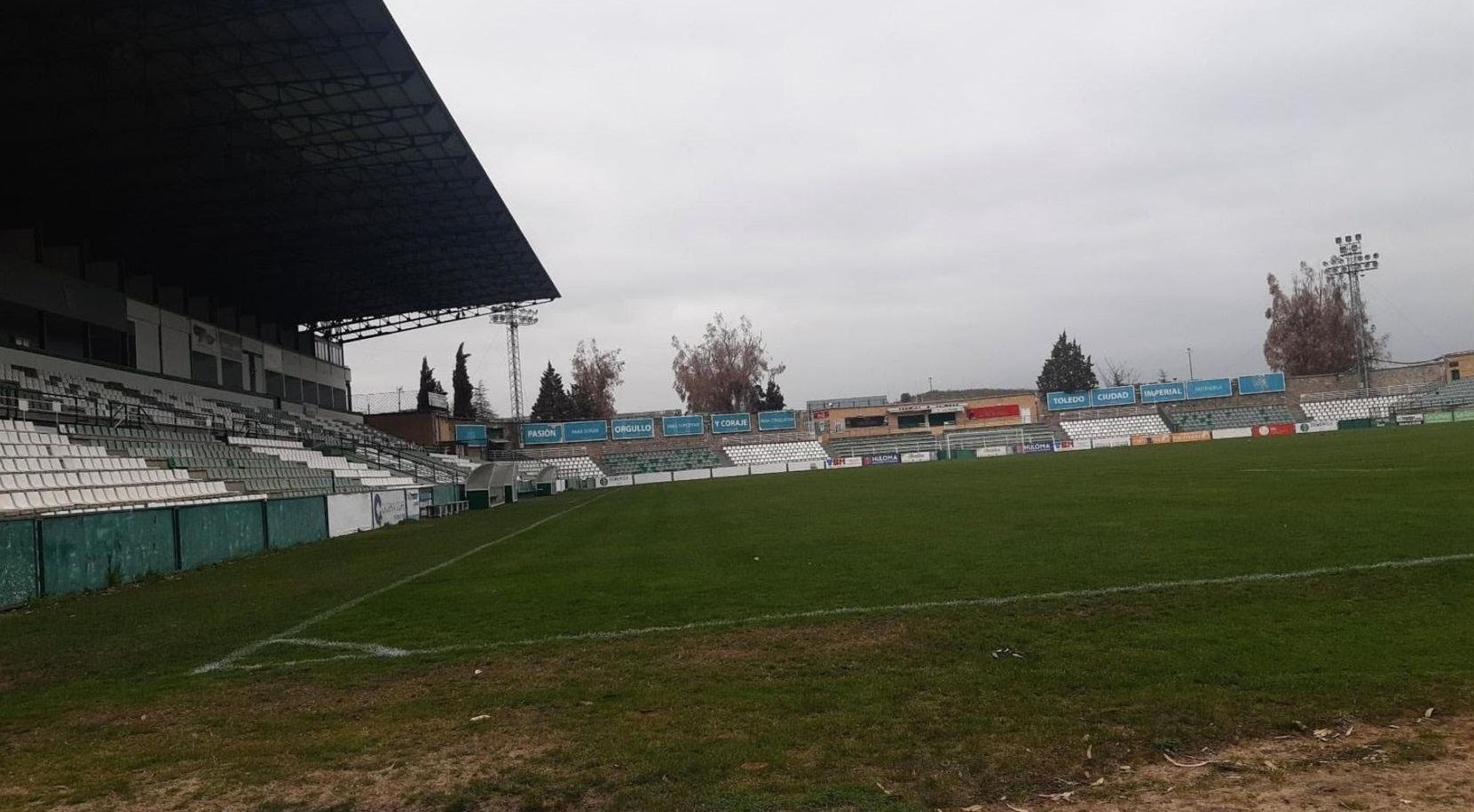
Imatge de l'estadi

## Partit contra el Reial Madrid
El dia 13 de desembre de l'any 2000, el CD Toledo obria les portes al Reial Madrid, que era en aquell moment el campió de la Champions League. El partit es disputava a la capital de Castella-la Manxa, per la Copa del Rei. El Reial Madrid, es presentava a l'estadi, que en aquell moment hostatjava partits de la Segona Divisió B d'Espanya, amb jugadors que en aquell moment eren estrelles, com eren Fernando Hierro o Fernando Morientes.
El partit va començar de forma tràgica per als Blancs, i al minut 6 de matx el CD Toledo s'avançava al marcador amb un gol d'Israel. El partit seguia anant de cara per al club castellanomanxec, que al minut 15, va augmentar el seu avantatge amb un gol de Cidoncha. Per part seva, l'equip madrileny, va posar un gol al seu marcador minuts després, Savio Bortolini en va ser l'autor.